# Atletism la Jocurile Olimpice de vară din 1984 - 400 m garduri (feminin)
Proba de 400 m garduri feminin de la Jocurile Olimpice de vară din 1984 a avut loc în perioada 5-8 august 1984 pe Los Angeles Memorial Coliseum.

## Recorduri
Înaintea acestei competiții, recordurile mondiale și olimpice erau următoarele:
| Record  | Atletă                      | Timp       | Loc                     | Data          |
| ------- | --------------------------- | ---------- | ----------------------- | ------------- |
| Mondial | Margarita Ponomariova (URS) | 53,58 s    | Kiev, Uniunea Sovietică | 22 iunie 1984 |
| Olimpic | Probă nouă                  | Probă nouă | Probă nouă              | Probă nouă    |

## Rezultate

### Calificări
S-au calificat în semifinală primele patru atlete din fiecare serie. 

#### Seria 1
| Loc | Atletă              | Țară                       | Timp        |
| --- | ------------------- | -------------------------- | ----------- |
| 1   | Judi Brown          | Statele Unite ale Americii | 55,97 s RO  |
| 2   | Pilavullakandi Usha | India                      | 56,81 s     |
| 3   | Debbie Flintoff     | Australia                  | 57,20 s     |
| 4   | Tuija Helander      | Finlanda                   | 57,22 s     |
| 5   | Lih-jiau Lai        | Taipeiul Chinez            | 58,54 s     |
| 6   | Alma Vázquez        | Mexic                      | 1:00,86 min |

#### Seria 2
| Loc | Atletă               | Țară                       | Timp    |
| --- | -------------------- | -------------------------- | ------- |
| 1   | Nawal El Moutawakel  | Maroc                      | 56,49 s |
| 2   | Sharrieffa Barksdale | Statele Unite ale Americii | 56,89 s |
| 3   | Sandra Farmer        | Jamaica                    | 57,06 s |
| 4   | Gladys Taylor        | Marea Britanie             | 57,64 s |
| 5   | Lynette Grime        | Noua Zeelandă              | 58,02 s |
| 6   | Dana Wright          | Canada                     | 58,17 s |

#### Seria 3
| Loc | Atletă               | Țară                       | Timp        |
| --- | -------------------- | -------------------------- | ----------- |
| 1   | Olga Commandeur      | Olanda                     | 56,67 s     |
| 2   | Cristina Cojocaru    | România                    | 56,94 s     |
| 3   | Ruth Kyalisima       | Uganda                     | 57,38 s     |
| 4   | Giuseppina Cirulli   | Italia                     | 57,49 s     |
| 5   | Averill Dwyer-Brown  | Jamaica                    | 58,42 s     |
| 6   | Angela Wright-Scott  | Statele Unite ale Americii | 59,77 s     |
| 7   | Agrippina de la Cruz | Filipine                   | 1:02,70 min |

#### Seria 4
| Loc | Atletă              | Țară           | Timp        |
| --- | ------------------- | -------------- | ----------- |
| 1   | Ann-Louise Skoglund | Suedia         | 55,75 s RO  |
| 2   | Maria Usifo         | Nigeria        | 57,78 s     |
| 3   | Susan Morley        | Marea Britanie | 58,71 s     |
| 4   | Andrea Page         | Canada         | 59,09 s     |
| 5   | Manathoor Valsamma  | India          | 1:00,03 min |
| 6   | Cheryl Blackman     | Barbados       | 1:01,19 min |
| 7   | Mary Parr           | Irlanda        | 1:01,66 min |

### Semifinale
S-au calificat în finală primele patru atlete din fiecare semifinală. 

#### Semifinala 1
| Loc | Atletă               | Țară                       | Timp       |
| --- | -------------------- | -------------------------- | ---------- |
| 1   | Ann-Louise Skoglund  | Suedia                     | 55,17 s RO |
| 2   | Cristina Cojocaru    | România                    | 55,24 s    |
| 3   | Nawal El Moutawakel  | Maroc                      | 55,65 s    |
| 4   | Sandra Farmer        | Jamaica                    | 56,05 s    |
| 5   | Sharrieffa Barksdale | Statele Unite ale Americii | 56,19 s    |
| 6   | Giuseppina Cirulli   | Italia                     | 56,45 s    |
| 7   | Susan Morley         | Marea Britanie             | 56,67 s    |
| 8   | Andrea Page          | Canada                     | 57,89 s    |

#### Semifinala 2
| Loc | Atletă              | Țară                       | Timp    |
| --- | ------------------- | -------------------------- | ------- |
| 1   | Pilavullakandi Usha | India                      | 55,94 s |
| 2   | Judi Brown          | Statele Unite ale Americii | 55,97 s |
| 3   | Debbie Flintoff     | Australia                  | 56,24 s |
| 4   | Tuija Helander      | Finlanda                   | 56,59 s |
| 5   | Gladys Taylor       | Marea Britanie             | 56,72 s |
| 6   | Olga Commandeur     | Olanda                     | 57,01 s |
| 7   | Ruth Kyalisima      | Uganda                     | 57,02 s |
| 8   | Maria Usifo         | Nigeria                    | 58,55 s |

### Finala
| Loc | Atletă              | Țară                       | Timp       |
| --- | ------------------- | -------------------------- | ---------- |
| 1   | Nawal El Moutawakel | Maroc                      | 54,61 s RO |
| 2   | Judi Brown          | Statele Unite ale Americii | 55,20 s    |
| 3   | Cristina Cojocaru   | România                    | 55,41 s    |
| 4   | Pilavullakandi Usha | India                      | 55,42 s    |
| 5   | Ann-Louise Skoglund | Suedia                     | 55,43 s    |
| 6   | Debbie Flintoff     | Australia                  | 56,21 s    |
| 7   | Tuija Helander      | Finlanda                   | 56,55 s    |
| 8   | Sandra Farmer       | Jamaica                    | 57,15 s    |